# Arion intermedius
Arion intermedius é uma espécie de lesma terrestre.